# バクテリオロドプシン
バクテリオロドプシン（英: bacteriorhodopsin）とは光駆動プロトンポンプとしてエネルギー変換を行う膜タンパク質である。構造生物学の最後の課題として、膜タンパクの構造決定およびコンフォメーション変化があるが、世界で初めてそれらが明らかになった膜タンパクである。アポタンパクであるバクテリオオプシンと発色団レチナールからなる色素タンパクである。

## 所在
高度好塩菌は「紫膜」と呼ばれる構造体を膜にしばしば有するが、この紫膜はタンパク質成分としてほとんどバクテリオロドプシンから構成される。紫膜中でバクテリオロドプシンは二次元結晶構造をとっており、この結晶構造を用いて電子線回折法による立体構造の解析が古くから進められてきた。

## 機能
光エネルギーによって、細胞内の水素イオン(プロトン)を細胞外に能動輸送する。低酸素分圧下で呼吸鎖電子伝達系を代替する機能を持つ。高度好塩菌に光を照射すると酸素呼吸は阻害されることがよく知られている。バクテリオロドプシンの発現は酸素分圧と光によって調節されることが知られており、エナジェティクスに関連したものであることは明白だが、一方で光センサーとして機能しているのではないか、と考えられている。

## 光プロトン輸送メカニズムの解明
バクテリオロドプシンは、構造生物学上初めて立体構造が解明された膜タンパクの一つである。また水素イオンの輸送がいかにして行われるか、そのメカニズムも明らかになっている。
- 1975年 ヘンダーソンらによって Halobacterium salinarum のバクテリオロドプシンの二次元結晶の電子線回折実験から、7本のαヘリックス構造が膜を貫いていることが明らかになった[1]。
- 1997年 神取、前田によって様々な光反応サイクル中のレチナール中間体が明らかになった[2]。
- 1999年 リュッケらによって3次元結晶を用いたX線結晶構造解析が行われ1.55Åの分解能で立体構造が明らかになった[3]。

光の吸収に伴うコンフォメーション変化

以上の事柄により、光エネルギーを受け取ったレチナールが異性化し、タンパク質にエネルギーを提供して骨格や側鎖のコンフォーメーション変化が発生、および水分子の水素結合変化が明らかになった。これらは、同位体置換試料や変異タンパクを用いた実験で明らかになってきたことである。
結果、プロトン輸送過程はレチナールの光異性化と3つのカルボン酸 (Asp96, Asp85, Glu204) を経由して行われることが明らかになった。

## 今後の課題
バクテリオロドプシンの立体構造とプロトン輸送過程は明らかになったが、能動輸送の本質である「スイッチ機構」（プロトン輸送の方向性が決定される仕組み）についてはいまだ何も明らかになっていない。
スイッチ機構に関わるアミノ酸残基解明のために多くの変異タンパクを用いた実験が行われてきたが、いまだ明らかになっていない。ただし、Asp85をスレオニンに置換した変異タンパクは、高塩濃度下で塩化物イオンを細胞外から細胞内に輸送する「塩化物イオンポンプ」になることがわかっている。
バクテリオロドプシンはその名の示すとおり、人間の視覚に関与するロドプシンと深い関わりがあると言われている。人間の視覚に関与するタンパクが微生物のエナジェティクスに類似していることは進化を考える上でも興味深いタンパクであることは間違いない。そうした意味でもバクテリオロドプシンが今なお研究が進行している。